# Бубна
Бу́бна (калька з нім. Schelle — «бубонець»), або рідше дзві́нка (пол. dzwonka — «дзвоник», що теж є калькою Schelle) — червона масть в колоді карт у вигляді ромбів.
У преферансі та деяких інших іграх бубнова масть вважається третьою по порядку мастей в колоді: вино, трефа, бубна, чирва. У бриджі вона друга за порядком: трефа, бубна, чирва, вино.
У Франції в XV ст. ця масть позначалася зображенням серпа місяця, а пізніше символізувала один з найголовніших предметів лицарського ужитку — прапор або герб. На старовинних німецьких картах XVI ст. бубнова масть позначалася зображенням левів. На пізніших німецьких картах з'явилося зображення дзвоників — аденофор. У Росії XVIII ст. ця масть називалася звонки, боты. Дуже рідко в російській мові XVIII століття уживалася назва цієї масті, прямо запозичена з французької мови, — каро́ (фр. carreau — «квадрат, чотирикутник»).

## Коди символу масті при наборі текстів
Юнікод — U+2666 і U+2662
♦ ♢
HTML — &#9830; (або &diams;) і &#9826;
♦ ♢

## Зразки карт

Туз
2
3
4
5
6
7
8
9
10
Валет
Дама
Король